# 신오카치마치역
신오카치마치역(일본어: 新御徒町駅, しんおかちまちえき)은 일본 도쿄도 다이토구에 있는 기차역이다.

## 만나는 기차 노선
- 도쿄 도 교통국
  - ○ 도영 지하철 오에도 선
- 수도권 신도시 철도
  - 쓰쿠바 익스프레스

## 승강장

### 오에도 선
- 관할 철도 회사: 도쿄 도 교통국
- 승강장 형태: 섬식 승강장 1개 2선
- 역 번호: E-10

### 쓰쿠바 익스프레스
- 관할 철도 회사: 수도권 신도시 철도
- 승강장 형태: 섬식 승강장 1개 2선
- 역 번호: 02
- 스크린도어: 있음

## 역 주변 건물이나 시설
- 수도권 신도시 철도 본사
- 도쿄 메트로 긴자 선 이나리초 역

## 역 역사
- 2000년 12월 12일 - 오에도 선의 역이 영업 개시.
- 2005년 8월 24일 - 쓰쿠바 익스프레스의 역이 영업 개시, 환승역이 되다

## 인접한 역들
| 도쿄 도 교통국 ○ 지하철 12호선 오에도 선 | 도쿄 도 교통국 ○ 지하철 12호선 오에도 선 | 도쿄 도 교통국 ○ 지하철 12호선 오에도 선 |
| ---------------------------------------- | ---------------------------------------- | ---------------------------------------- |
| E 09 우에노오카치마치 내선 순환          | 오에도 선                                | E 11 구라마에 외선 순환                  |
| 수도권 신도시 철도 조반 신선             |                                          |                                          |
| 01 아키하바라 방면                       | TX 쓰쿠바 익스프레스                     | 03 아사쿠사 쓰쿠바 방면                  |